# دماغه سبز پرتغال
دماغه سبز پرتغال (به لاتین: Portuguese Cape Verde) یکی از مستعمرات سابق کشور پرتغال که در آفریقای غربی واقع شده بود و در حال حاضر کشور مستقل دماغه سبز می‌باشد.